# Pęczki-Kozłowo
Pęczki-Kozłowo – wieś w Polsce położona w województwie mazowieckim, w powiecie przasnyskim, w gminie Krasne. Ma status sołectwa.
W skład sołectwa Pęczki-Kozłowo wschodzą: Gustawin, Barańce, Jaźwiny.
| SIMC    | Nazwa   | Rodzaj    |
| ------- | ------- | --------- |
| 0117512 | Barańce | część wsi |
| 0117529 | Jaźwiny | część wsi |

Wierni Kościoła rzymskokatolickiego należą do parafii św. Mateusza w Zielonej.
W latach 1954–1972 wieś była siedzibą gromady Pęczki-Kozłowo. W latach 1975–1998 miejscowość administracyjnie należała do województwa ciechanowskiego.